# Втрата мови
Втра́та мо́ви - це втрата першої або другої мови, або частини цієї мови, окремими людьми. Мовці, які зазвичай використовують більше однієї мови, не можуть використовувати будь-яку зі своїх мов так само, як це робить носій однієї мови. Наприклад, в послідовному білінгвізмі часто має місце інтерференція з системи першої мови (М1) до системи другої мови (М2).